# Prästvigning

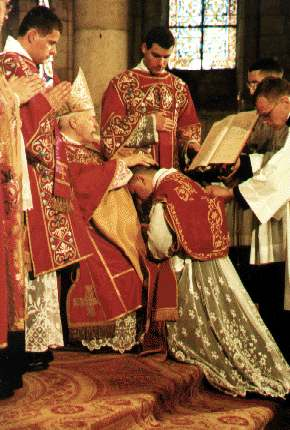
Katolsk prästvigning i klostret Notre-Dame de Fontgombault i Frankrike, i enlighet med den latinska ritens usus antiquior.

Med prästvigning avses inom kristendomen dels den ceremoni varvid biskopen viger en ny präst, dels prästvigningens sakrament. I prästvigningens ceremoni ingår vanligtvis handpåläggning, förbön och smörjelse med krisma av prästkandidatens händer.

## Romersk-katolsk och ortodox uppfattning
I romersk-katolska kyrkan och de ortodoxa kyrkorna utgör prästvigningen ett av sju, av Kristus instiftade sakrament. Då såväl sakramentens giltighet som den apostoliska successionen (och den med denna förbundna biskopsvigningen) vilar på prästvigningen ses detta sakrament som en förutsättning för kyrkans fortbestånd. Följaktligen betraktas kristna samfund utan giltig prästvigning inte som kyrkor. Enligt katolsk och ortodox lära kan fem av kyrkans sju sakrament (undantagna är dopet och äktenskapet) endast förrättas av en giltigt vigd präst eller biskop.
Prästvigningen hör, tillsammans med dopet och konfirmationen, till de sakrament som i själen efterlämnar en outplånlig karaktär, och som därför heller aldrig upprepas.
Prästvigningen rymmer olika grader. 1. Den ende översteprästen är Kristus själv. 2. Prästvigningens sakrament ger del i hans ämbete. Fullödigt besitter endast biskopen denna delaktighet. 3. Dock knyts den vanliga prästen till biskopen och får i prästvigningen makt att handla i biskopens ställe. Förmågan att viga nya präster och konsekrera nya biskopar anses dock bara biskopen kunna besitta. 4. Den vanlige prästens vigning föregås av andra, lägre vigningar, som gradvis ger ordinanden allt närmare delaktighet i prästämbetet. Traditionellt är dessa följande: vigning till portvakt, lektor, exorcist, akolyt (de lägre vigningarna) samt subdiakon- och diakonvigningen. 
Prästvigningen är i såväl romersk-katolska kyrkan som de ortodoxa kyrkorna förbehållen män (och biskopsvigningen förbehållen ogifta män). I ortodox teologi har denna ordning aldrig ifrågasatts. I katolska led har däremot röster från och med 1960-talet rests för att kräva kvinnliga präster (och i förlängningen biskopar), en bland protestanter och anglikaner numera vanlig företeelse. I sitt apostoliska brev Ordinatio sacerdotalis utgivet 22 maj 1994 påminde Johannes Paulus II därför om den katolska kyrkans traditionella ståndpunkt: kyrkan har av Kristus inte givits fullmakt att ändra i sakramenten, vilka instiftats av Kristus själv. Enär samme Kristus inte förmedlade prästvigningen till en enda kvinna, inte ens till den främsta bland människor (se obefläckade avlelsen), jungfru Maria, äger kyrkan ingen rätt att ändra på detta förhållande. Prästvigningen är således inte en fråga om förtjänst, makt eller samhällsordning.
""4. Although the teaching that priestly ordination is to be reserved to men alone has been preserved by the constant and universal Tradition of the Church and firmly taught by the Magisterium in its more recent documents, at the present time in some places it is nonetheless considered still open to debate, or the Church's judgment that women are not to be admitted to ordination is considered to have a merely disciplinary force.
"Wherefore, in order that all doubt may be removed regarding a matter of great importance, a matter which pertains to the Church's divine constitution itself, in virtue of my ministry of confirming the brethren (cf. Lk 22:32) I declare that the Church has no authority whatsoever to confer priestly ordination on women and that this judgment is to be definitively held by all the Church's faithful."
Redan 15 oktober 1976 hade den romerska troskongregationen i deklarationen Inter insigniores (cf. Acta Apostolicae Sedis 69, 1977, s. 98-116) på Paulus VI:s uppdrag uttalat samma sak, vilket emellertid inte syns ha räckt. Efter Ordinatio sacerdotalis torde frågan officiellt sett vara bilagd.

## Protestantisk uppfattning
Det finns inom de protestantiska kyrkorna och samfunden en rad olika uppfattningar kring prästens roll och om det alls ska finnas präster. Reformatorerna avvisade den romersk-katolska tanken om prästen som förrättare av mässoffret. Luther höll isär det allmänna prästadömet från det särskilda prästämbetet, nådemedelsämbetet, som skänkes genom prästvigningen och som innebär kyrkans uppdrag att förkunna Ordet och förvalta sakramenten – dopet och nattvarden – samt avlösningen.
Inom pietismen drevs läran om det allmänna prästadömet dithän, att prästämbetet endast ansågs tillhöra de pånyttfödda, som hade ett "andligt" prästadöme. Dopets centrala funktion fick träda i bakgrunden till förmån för den individuella frälsningserfarenheten, som gav den andliga legitimationen. De präster som inte var omvända på pietistiskt vis ansågs därmed inte inneha prästämbetet. Detta gjorde att man, till exempel inom delar av svensk nyevangelism, menade att alla som var pånyttfödda kunde förvalta sakramenten och inga särskilda präster behövdes. Detta ledde till en konflikt med Svenska kyrkan.

## Övrigt
De flesta kristna kyrkor tillsätter församlingsledare, men bara de som i en eller annan bemärkelse viger sina ledare kallar dem för präster. Romersk-katolska kyrkan, de ortodoxa kyrkorna och (frågan är dock omstridd) anglikanska kyrkan betraktar prästvigningen som ett sakrament, vilket de protestantiska samfunden inte gör. Enligt Augsburgska bekännelsen är det en definitionsfråga om den ses som ett sakrament.